# José Luis Quintana (periodista)

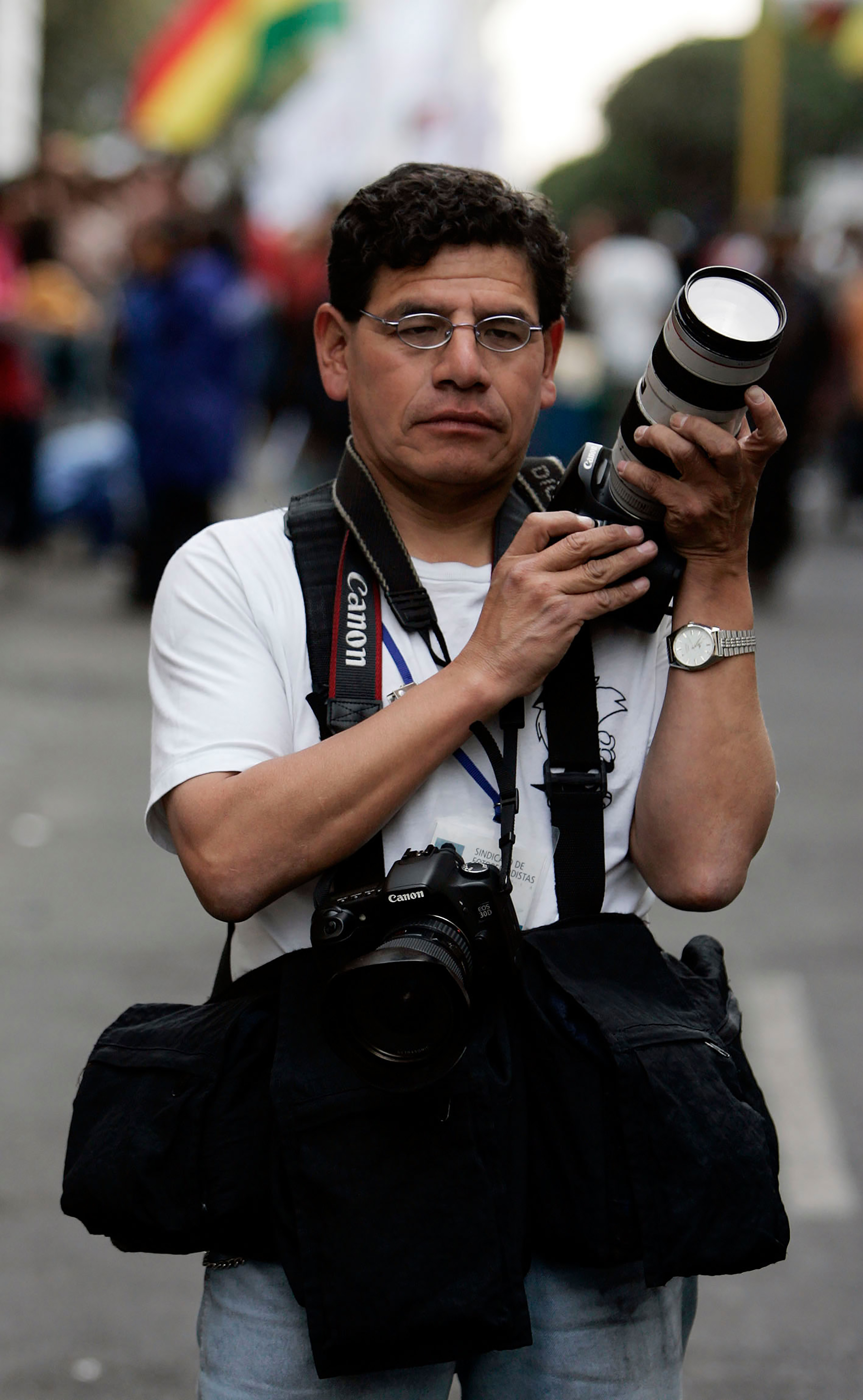
José Luis Quintana fotoperiodista y fotógrafo documentalista cuenta con archivo de 30 años de registro de acontecimientos sociales y políticos de Bolivia.

José Luis Quintana (Jauja, Junín, 15 de enero de 1960) es fotoperiodista y fotógrafo documentalista peruano que cuenta con archivo de los últimos 30 años de significativos acontecimientos políticos y sociales de Bolivia. Además de participar en incontables muestras fotográficas, es promotor cultural y defensor voluntario de derechos humanos. En gremios de la Prensa, medios periodísticos y círculos políticos, por su nacionalidad, es conocido como "El Pata” y es también acreditada, a su autoría intelectual, la foto de un manifestante encapuchado y lanza artesanal en mano, que salta una barricada de piedra, humo y fuego, titulada “El Ninja Alteño”  de los luctuosos acontecimientos de octubre del 2003 denominada La Guerra del Gas. La categórica imagen fue publicada en las portadas de 140 países pues, según “editores de la prensa nacional e internacional coincidieron en que la imagen representaba la rebeldía del pueblo boliviano”.

## Biografía
José Luis Quintana nació en la Provincia de Jauja, Junín a 264 kilómetros al este de Lima, la capital del Perú. Como parte de la migración del campo a la ciudad en ese periodo, tenía tres meses de nacido sus padres se trasladaron a la capital en búsqueda de nuevos horizontes. Ahí realizó estudios secundarios en el Colegio Pedro Coronado Arrasque, así como estudios universitarios en la Escuela de Periodismo (Hoy Universidad) “Jaime Bausate y Mesa” entre 1989-1992. También estudió Fotografía Especializada y Avanzada en la Escuela Nacional de Artes Gráficas.
En el verano de 1992 ingresó a Cambio, semanario de comunicación alternativa dirigido por el novelista Carlos Arroyo. Como reportero gráfico le asignaron registrar fotos de temas políticos y sociales, además de la redacción de notas informativas sobre conflictos, marchas y huelgas.

## Reconocimientos
La Universidad Nacional Mayor de San Andrés en mayo del 2023 concedió al fotoperiodista Quintana, junto a otros periodistas y fotógrafos, un “Reconocimiento por 25 años de trayectoria profesional en Bolivia”.
El 17 de octubre del 2023, al cumplirse 20 años de la Guerra del Gas, la senadora Simona Quispe Apaza propuso ante el pleno la Declaración Camaral Nro.: 595/2022-2023 de la Asamblea Legislativa Plurinacional de Bolivia, donde se establece: “Rendir un justo y merecido reconocimiento a José Luis Quintana Collachahua por su trabajo como fotoperiodista en octubre del 2003, denominada “Guerra del Gas” en defensa de los recursos naturales, llevando en alto el nombre del Estado Plurinacional de Bolivia”, documento firmado por el senador Andrónico Rodríguez Ledezma, Presidente de la Cámara de Senadores.